# Полоз Дмитро Дмитрович
Дмитро Полоз (рос. Дми́трий Дми́триевич По́лоз, нар. 12 липня 1991, Ставрополь) — російський футболіст, нападник клубу «Ростов».
Виступав, зокрема, за клуб «Локомотив» (Москва), а також національну збірну Росії.

## Клубна кар'єра
У дорослому футболі дебютував 2009 року виступами за команду клубу «Локомотив» (Москва), в якій провів три сезони та зіграв лише одну гру в Кубку Росії. 
До складу клубу «Ростов» приєднався 2012 року. Відтоді встиг відіграти за ростовську команду 127 матчів в національному чемпіонаті.
28 червня 2017 Дмитро уклав трирічний контракт з «Зенітом» (Санкт-Петербург).
26 липня 2018 на правах оренди перейшов до казанського «Рубіну».
4 липня 2019 Дмитро перейшов до клубу «Сочі».
23 серпня 2020 гравець повернувся до футбольної команди «Ростов» в обмін на болгарина Івеліна Попова.

## Виступи за збірну
У 2014 році дебютував в офіційних матчах у складі національної збірної Росії. Наразі провів у формі головної команди країни 19 матчів.

## Досягнення
Ростов
- Кубок Росії: 2013–14